# Hercostomus coloradensis
Hercostomus coloradensis är en tvåvingeart som beskrevs av Harmston 1952. Hercostomus coloradensis ingår i släktet Hercostomus och familjen styltflugor.
Artens utbredningsområde är Colorado. Inga underarter finns listade i Catalogue of Life.